# Dalea gattingeri
Dalea gattingeri là một loài thực vật có hoa trong họ Đậu. Loài này được (A.Heller) Barneby miêu tả khoa học đầu tiên.